# Ławka Niepodległości

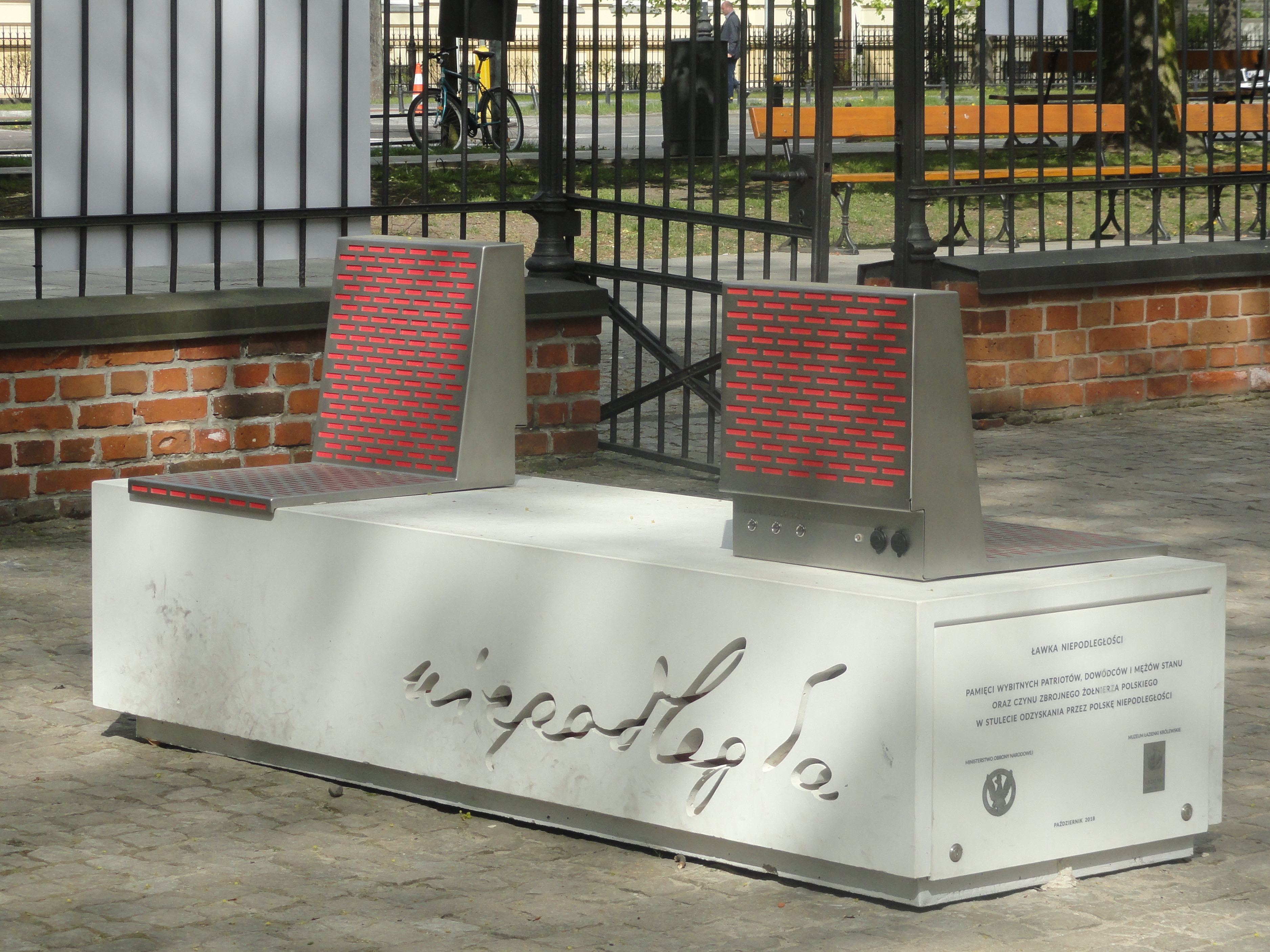
Ławka Niepodległości w Łazienkach

Ławka Niepodległości – multimedialna ławka pomnikowa, projekt Ministerstwa Obrony Narodowej w celu uczczenia 100. rocznicy odzyskania niepodległości Polski.

## Historia
Program Ławka Niepodległości zaproponował minister obrony narodowej Mariusz Błaszczak dla uczczenia 100. rocznicy odzyskania przez Polskę niepodległości. Projekt multimedialnej ławki pomnikowej wybrano drogą konkursu, na który wpłynęło 26 prac. Rozstrzygnięcie nastąpiło 18 czerwca 2018 r., wygrała Marta Rosiak, reprezentująca firmę Betonovo. Wyróżnienie przyznano Piotrowi Hołubowiczowi. Przewidziano instalację ponad 100 ławek. Koszt jednej ławki to ok. 30 tys. zł. z czego ministerstwo dofinansowuje samorządy lokalne w wysokości 80 procent w formie dotacji. Łącznie na ten cel przeznaczono 4 200 000 zł. Do Ministerstwa Obrony Narodowej wpłynęły 262 oferty od samorządów gminnych, powiatowych i wojewódzkich, w których przedstawiły m.in. najlepszą lokalizację, plan budowy, wysokość wkładu własnego oraz propozycję nagrania dźwiękowego związanego z lokalną historią. Dotacje na budowę wraz z gotowym projektem multimedialnej ławki przyznano 136 samorządom.

## Wygląd i działanie
Ławka Niepodległości jest pomnikiem o ustandaryzowanym wyglądzie. Kształt ławki tworzy biały prostopadłościan z siedziskiem stylizowanym na wykonane z cegły. Po zmroku widoczny jest podświetlany napis „Niepodległa” pisany ręką Józefa Piłsudskiego. Ławka jest podświetlana diodami LED. Umieszczona jest też inskrypcja: „Ławka Niepodległości pamięci wybitnych patriotów, dowódców i mężów stanu oraz czynu zbrojnego żołnierza polskiego w stulecie odzyskania przez Polskę niepodległości” oraz logo MON, lokalnego samorządu oraz Programu Służymy Niepodległej a także fotokod QR na komórki i tablety.
Urządzenia elektroniczne zamontowane w ławce zawierają materiały edukacyjne w formie nagrań podzielnych na trzy części. Część ogólna zawiera przygotowany przez MON fragment Pieśni Reprezentacyjnej Wojska Polskiego – Marsz Pierwszej Brygady i fragment Depeszy Józefa Piłsudskiego notyfikującej powstanie niepodległego Państwa Polskiego z 16 listopada 1918 r. Część regionalna zawiera do wyboru jedno nagranie obejmujące informację historyczną i tekst źródłowy odnoszący się do szlaków historycznych związanych z poszczególnymi częściami Polski: Szlak Legionowy, Szlak Hallerowski, Szlak Powstania Wielkopolskiego, Szlak Powstań Śląskich, Szlak Wojny 1920 r., Polskie drogi do Niepodległości, Szlak biało–czerwonej szachownicy. Trzecia część – lokalna zawiera materiał odnoszący się do lokalnych tradycji oręża polskiego związanych z odzyskaniem przez Polskę niepodległości i jest przygotowana przez samorząd terytorialny.
Konstrukcja, waga i sposób mocowania ławki oraz użyty materiał są odporne na wandalizm i próby demontażu siedziska. Górna część siedziska jest podgrzewana w zimie, dzięki czemu jest funkcjonalna cały rok.